# 朱統鉓
朱統鉓 （1591年10月28日—1644年2月20日），字還白、章華，號甓園，明代寧藩瑞昌王府宗籍，瑞昌榮安王朱覲鐊來孫，江西新建人，祖籍直隸鳳陽，封輔國中尉，崇禎元年戊辰科進士。是明代第二位宗室進士。

## 生平
萬曆十九年辛卯九月十二日（1591年10月28日）寅時生。由廩生中式天啟辛酉科（1621年）三十四名舉人。崇禎元年（1628年）戊辰科九十九名進士，考选庶吉士，吏部以其宗室，不宜官禁近，改授中书舍人，告假三年，后入京具疏辨争，适周延儒新诏至京，統鉓乃其辛酉（天啓元年）所录士也，奏复为馆员，六年癸酉授翰林院檢討。
歷任右春坊右中允，充展書官，召對記注，編纂《六曹章奏》，升右諭德，經筵日講，纂修《玉牒》、《大明會典》、《五經注書》。崇禎八年（1635年）乙亥，冊封襄藩。崇禎十三年（1640年）庚辰，同考禮闈。崇禎十五年（1642年）壬午，典試江南，升南京國子監祭酒。崇禎十七年（1644年）甲申正月十三日（2月20日）寅時卒，歷年五十四。贈禮部侍郎，諡文恪。
其三弟朱統鎾和五弟朱統金均為舉人出身。